# Giuliano Gozi

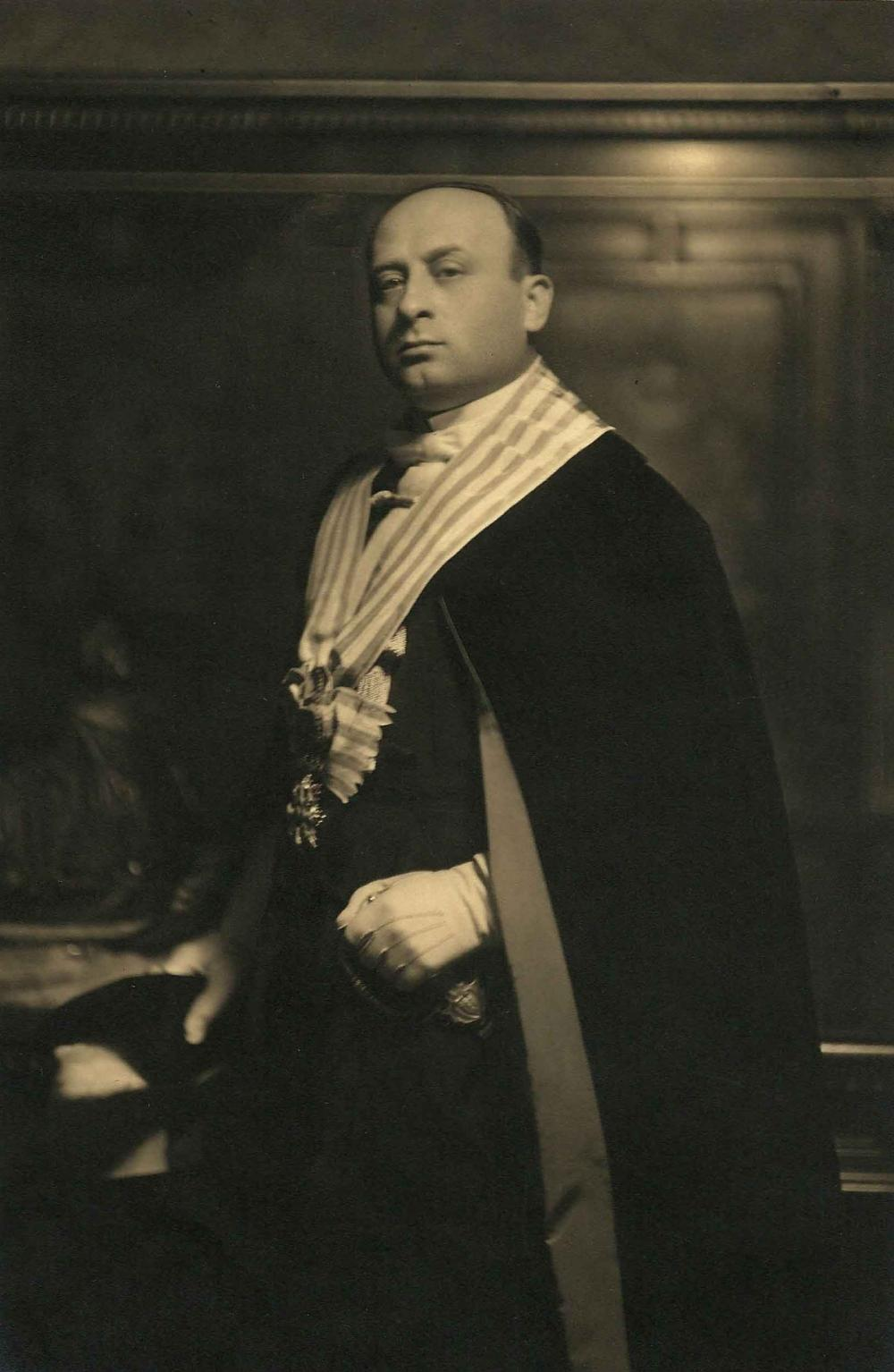
Giuliano Gozi

Giuliano Gozi (San Marino (stad), 7 augustus 1894 - San Marino (stad), 18 januari 1955) was een bekend politicus in San Marino in de 20e eeuw. Hij was afkomstig uit een van de oudste regerende families van de stadstaat.
Gozi was vijf keer Capitano Regente van San Marino, waardoor hij totaal (in verspreide termijnen) 2,5 jaar (gedeeld) staatshoofd van deze oude republiek was. Zijn eerste termijn startte op 1 april 1923 en zijn laatste termijn eindigde op 1 april 1942.
Van 1917 tot 1943 was hij minister van Buitenlandse Zaken van San Marino, het feitelijke hoofd van de regering, en met deze 26-jarige ambtstermijn was hij het op een na langstzittende regeringshoofd van San Marino. Alleen Domenico Fattori staat boven hem in de lijst met een 48-jarige ambtstermijn.
Door zijn dubbelfunctie had hij veel macht. Dat is heel bijzonder, omdat de regeringsvorm van deze republiek er van oudsher op gericht is geen lange alleenheerschappijen te krijgen. Gozi koesterde veel bewondering voor Mussolini en zijn fascisme. Na 1945 trok hij zich uit het openbare leven terug.